# 土耳其情報與反恐憲兵隊
情报与反恐宪兵队（土耳其語：或），是土耳其憲兵的情報部門，主要通过收集情报，审问嫌疑犯和外出作业开展活动。1971年成立，总部设在安卡拉。